# Доннарумма, Джанлуиджи
Джанлуи́джи Доннару́мма (итал. Gianluigi Donnarumma; род. 25 февраля 1999, Кастелламмаре-ди-Стабия, Кампания) — итальянский футболист, вратарь французского клуба «Пари Сен-Жермен» и капитан национальной сборной Италии. Чемпион Европы 2020 года. Участник чемпионата Европы 2024.

## Клубная карьера

### «Милан»
В апреле 2013 года «Милан» достиг соглашения с футбольной академией «Клуб Наполи» о переходе Доннаруммы в свой молодёжный сектор, выиграв конкуренцию у «Интера» и «Ювентуса».

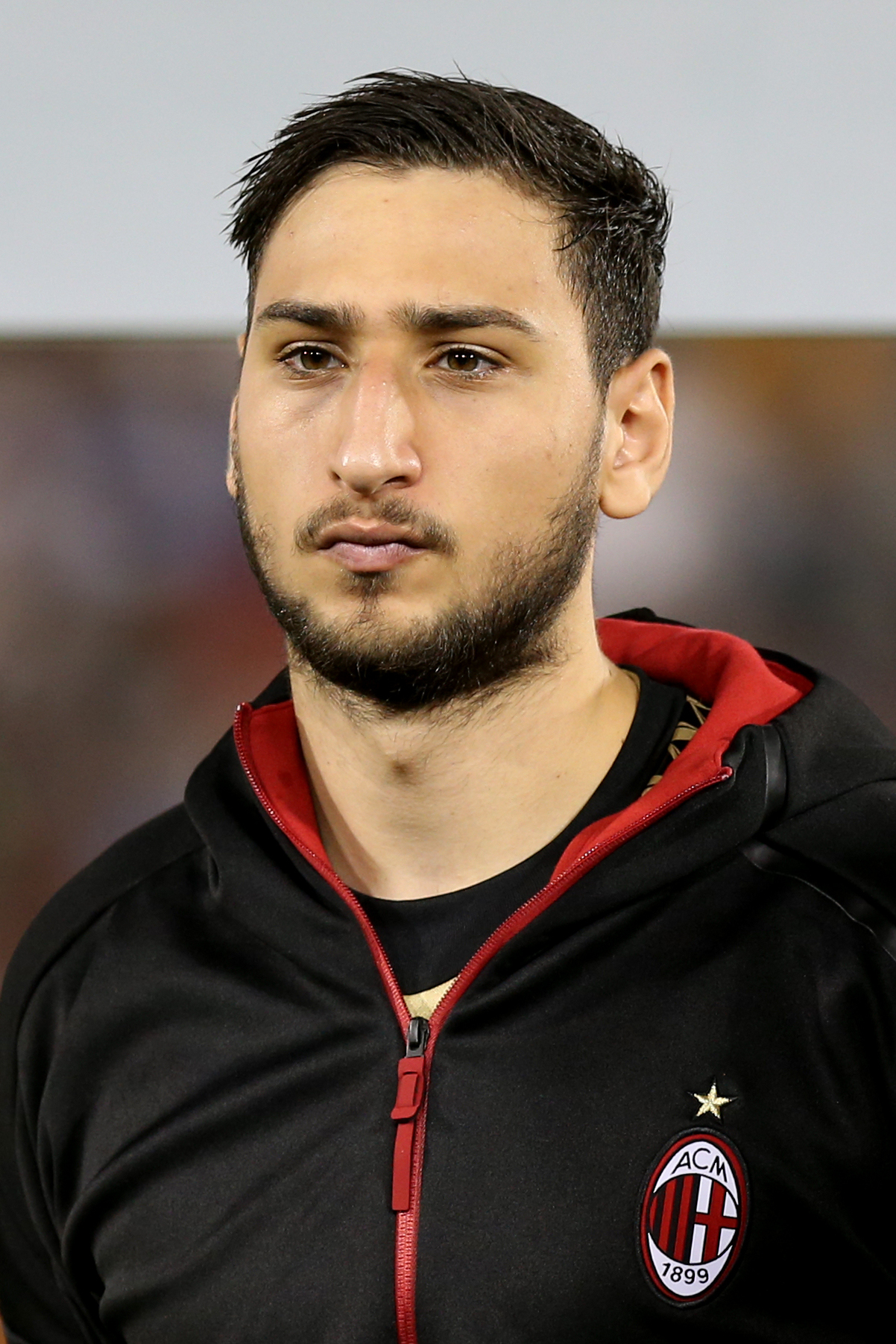
Доннарумма в составе «Милана»

22 февраля 2015 года Доннарумма впервые был включён в заявку взрослой команды «Милана» на домашний матч 24-го тура Серии А 2014/15 против «Чезены». 31 марта 2015 года Доннарумма подписал свой первый профессиональный контракт с «Миланом», рассчитанный до 30 июня 2018 года. Его дебют в чемпионате Италии состоялся 25 октября 2015 года в матче против «Сассуоло» (2:1). Он стал самым молодым вратарём в истории итальянского первенства, побив рекорд Джанлуиджи Буффона. А первый сухой матч Доннарумма отыграл уже в следующем туре против «Кьево», игра завершилась со счётом 1:0. В следующем матче с «Лацио» пропустил гол в ближний угол на последних минутах, тогда «Милан» победил со счётом 3:1. В этом же сезоне, несмотря на юный возраст, становится основным голкипером «Милана», вытеснив из ворот показывающего неуверенную игру Диего Лопеса. Обладатель Суперкубка Италии 2016 года в составе «Милана». В этом матче против туринского «Ювентуса» показал отличную игру, а в серии послематчевых пенальти помог своей команде взять трофей, отразив удар Пауло Дибалы.
В сезоне 2016/17 стал единственным игроком «Милана», кто провёл весь 41 матч без замен. Среди них 38 туров Серии А, 2 раунда Кубка Италии, а также Суперкубок Италии 2016. 11 июля 2017 года Доннарумма продлил контракт с «Миланом» до 2021 года, зарплата игрока по новому контракту составляла 6 миллионов евро в год.
После окончания сезона 2020/21 Доннарумма принял решение не подписывать новое соглашение с «Миланом». У болельщиков команды сложилось негативное отношение к игроку из-за жёстких переговоров его агента Мино Райолы с «Миланом» по поводу продления контракта и итогового ухода игрока в ПСЖ:
- Во время матча молодёжного чемпионата Европы 2017 Италии — Дания, болельщики забросали Доннарумму фальшивыми долларами. Кроме того, фанаты, недовольные отказом 18-летнего голкипера продлить контракт с «Миланом», вывесили баннер «Долларрума» и оскорбляли вратаря в течение первого тайма.
- В ходе матча Лиги наций Италия — Испания на Сан-Сиро вратаря освистывали из-за его решения перейти в ПСЖ после окончания контракта с «Миланом».
- В ходе матча Лиги чемпионов 2023 года с ПСЖ закидали вратаря во время игры фальшивыми банкнотами (оформлены в стиле доллара США с изображением игрока на месте американского президента и с номинальной стоимостью 71; в неаполитанской культуре цифра означает означает «человека без ценностей»).

### «Пари Сен-Жермен»
14 июля 2021 года «Пари Сен-Жермен» на своём официальном сайте подтвердил переход вратаря, Доннарумма подписал контракт до 2026 года.

## Карьера в сборной
Доннарумма принимал участие на юношеском чемпионате Европы 2015 (до 17), где был основным вратарём команды]. На этом турнире итальянцы дошли до четвертьфинала.
В августе 2016 года был вызван в основную сборную Италии, став самым молодым игроком, вызванным в состав «скуадры адзурры» за последние 105 лет. 1 сентября 2016 года Доннарумма дебютировал за сборную в товарищеском матче против сборной Франции, заменив в перерыве капитана команды Джанлуиджи Буффона. После того, как Буффон завершил выступления за сборную, Доннарумма стал основным голкипером национальной команды.
Первым большим турниром в составе сборной для Доннаруммы стал Евро-2020. По ходу турнира, 26 июня 2021 года стал автором рекордной серии без пропущенных голов в международных турнирах среди национальных сборных: 1168 минут, сыгранных в 2020—2021 годах. Прежний рекорд также принадлежал итальянской национальной сборной, а его автором был Дино Дзофф, сыгравший за команду 1142 «сухих» минуты в 1972—1974 годах. 11 июля 2021 года стал чемпионом Европы в составе сборной. Особенно ярко проявил себя в полуфинале против сборной Испании и в финале против сборной Англии, где в серии послематчевых пенальти сумел отразить удары Альваро Мораты, Джейдона Санчо и Букайо Саки. По итогам чемпионата был признан лучшим футболистом турнира.

## Личная жизнь
Старший брат — Антонио (род. 1990), также вратарь, выступал за молодёжную команду «Милана» с 2005 по 2010 год.

## Статистика выступлений

### Клубная
| Клуб                       | Сезон                      | Лига                       | Чемпионат | Чемпионат | Чемпионат     | Кубок | Кубок | Кубок         | Еврокубки | Еврокубки | Еврокубки     | Прочие | Прочие | Прочие        | Итого | Итого | Итого         |
| Клуб                       | Сезон                      | Лига                       | Игры      | Голы      | Матчи на ноль | Игры  | Голы  | Матчи на ноль | Игры      | Голы      | Матчи на ноль | Игры   | Голы   | Матчи на ноль | Игры  | Голы  | Матчи на ноль |
| -------------------------- | -------------------------- | -------------------------- | --------- | --------- | ------------- | ----- | ----- | ------------- | --------- | --------- | ------------- | ------ | ------ | ------------- | ----- | ----- | ------------- |
| Милан                      | 2015/16                    | Серия А                    | 30        | −29       | 11            | 1     | −1    | 0             | −         | −         | −             | −      | −      | −             | 31    | −30   | 11            |
| Милан                      | 2016/17                    | Серия А                    | 38        | −45       | 12            | 2     | −3    | 0             | −         | −         | −             | 1      | −1     | 0             | 41    | −49   | 12            |
| Милан                      | 2017/18                    | Серия А                    | 38        | −42       | 12            | 4     | −4    | 3             | 11        | −9        | 6             | −      | −      | −             | 53    | −55   | 21            |
| Милан                      | 2018/19                    | Серия А                    | 36        | −31       | 13            | 2     | 0     | 2             | −         | −         | −             | 1      | −1     | 0             | 39    | −32   | 15            |
| Милан                      | 2019/20                    | Серия А                    | 36        | −42       | 13            | 3     | −3    | 1             | −         | −         | −             | −      | −      | −             | 39    | −45   | 14            |
| Милан                      | 2020/21                    | Серия А                    | 37        | −38       | 14            | −     | −     | −             | 11        | −16       | 1             | −      | −      | −             | 48    | −54   | 15            |
| Всего за «Милан»           | Всего за «Милан»           | Всего за «Милан»           | 215       | −227      | 75            | 12    | −11   | 6             | 22        | −25       | 7             | 2      | −2     | 0             | 251   | −265  | 88            |
| Пари Сен-Жермен            | 2021/22                    | Лига 1                     | 17        | −17       | 5             | 2     | 0     | 2             | 5         | −6        | 2             | −      | −      | −             | 24    | −23   | 9             |
| Пари Сен-Жермен            | 2022/23                    | Лига 1                     | 38        | −40       | 13            | 1     | −2    | 0             | 8         | −10       | 0             | 1      | 0      | 1             | 48    | −52   | 14            |
| Пари Сен-Жермен            | 2023/24                    | Лига 1                     | 25        | −20       | 11            | 4     | −3    | 1             | 12        | −15       | 3             | 1      | 0      | 1             | 42    | −38   | 16            |
| Пари Сен-Жермен            | 2024/25                    | Лига 1                     | 24        | −25       | 5             | 0     | −0    | 0             | 15        | −14       | 6             | 6      | −1     | 5             | 45    | −40   | 16            |
| Всего за «Пари Сен-Жермен» | Всего за «Пари Сен-Жермен» | Всего за «Пари Сен-Жермен» | 104       | −102      | 34            | 7     | −5    | 3             | 40        | −45       | 11            | 8      | −1     | 7             | 159   | −153  | 55            |
| Всего за карьеру           | Всего за карьеру           | Всего за карьеру           | 319       | −329      | 109           | 19    | −16   | 9             | 62        | −70       | 18            | 10     | −3     | 7             | 410   | −418  | 143           |

1. 1 2  Матчи Суперкубка Италии
2. 1 2  Матчи Лиги Европы УЕФА

### Сборная
| Сборная          | Год              | Товарищеские | Товарищеские | Турниры | Турниры | Всего | Всего |
| Сборная          | Год              | Игры         | Голы         | Игры    | Голы    | Игры  | Голы  |
| ---------------- | ---------------- | ------------ | ------------ | ------- | ------- | ----- | ----- |
| Италия           | 2016             | 2            | −1           | 0       | 0       | 2     | −1    |
| Италия           | 2017             | 2            | −1           | 0       | 0       | 2     | −1    |
| Италия           | 2018             | 3            | −3           | 4       | −2      | 7     | −5    |
| Италия           | 2019             | 0            | 0            | 5       | −2      | 5     | −2    |
| Италия           | 2020             | 0            | 0            | 2       | −1      | 2     | −1    |
| Всего за карьеру | Всего за карьеру | 7            | −5           | 11      | −5      | 18    | −10   |

| Матчи и пропущенные голы Дж. Доннаруммы за сборную Италии | Матчи и пропущенные голы Дж. Доннаруммы за сборную Италии | Матчи и пропущенные голы Дж. Доннаруммы за сборную Италии | Матчи и пропущенные голы Дж. Доннаруммы за сборную Италии | Матчи и пропущенные голы Дж. Доннаруммы за сборную Италии | Матчи и пропущенные голы Дж. Доннаруммы за сборную Италии | Матчи и пропущенные голы Дж. Доннаруммы за сборную Италии |
| №                                                         | Дата                                                      | Соперник                                                  | Счёт                                                      | Пропущено мячей                                           | Минут на поле                                             | Турнир                                                    |
| --------------------------------------------------------- | --------------------------------------------------------- | --------------------------------------------------------- | --------------------------------------------------------- | --------------------------------------------------------- | --------------------------------------------------------- | --------------------------------------------------------- |
| 1                                                         | 1 сентября 2016                                           | Франция                                                   | 1 : 3                                                     | 1                                                         | 45'                                                       | Товарищеский матч                                         |
| 2                                                         | 15 ноября 2016                                            | Германия                                                  | 0 : 0                                                     | 0                                                         | 45'                                                       | Товарищеский матч                                         |
| 3                                                         | 28 марта 2017                                             | Нидерланды                                                | 2 : 1                                                     | 1                                                         | 90'                                                       | Товарищеский матч                                         |
| 4                                                         | 7 июня 2017                                               | Уругвай                                                   | 3 : 0                                                     | 0                                                         | 90'                                                       | Товарищеский матч                                         |
| 5                                                         | 27 марта 2018                                             | Англия                                                    | 1 : 1                                                     | 1                                                         | 90'                                                       | Товарищеский матч                                         |
| 6                                                         | 28 мая 2018                                               | Саудовская Аравия                                         | 2 : 1                                                     | 1                                                         | 90'                                                       | Товарищеский матч                                         |
| 7                                                         | 7 сентября 2018                                           | Польша                                                    | 1 : 1                                                     | 1                                                         | 90'                                                       | Лига наций 2018/19 (A3)                                   |
| 8                                                         | 10 сентября 2018                                          | Португалия                                                | 0 : 1                                                     | 1                                                         | 90'                                                       | Лига наций 2018/19 (A3)                                   |
| 9                                                         | 10 октября 2018                                           | Украина                                                   | 1 : 1                                                     | 1                                                         | 90'                                                       | Товарищеский матч                                         |
| 10                                                        | 14 октября 2018                                           | Польша                                                    | 1 : 0                                                     | 0                                                         | 90'                                                       | Лига наций 2018/19 (A3)                                   |
| 11                                                        | 17 ноября 2018                                            | Португалия                                                | 0 : 0                                                     | 0                                                         | 90'                                                       | Лига наций 2018/19 (A3)                                   |
| 12                                                        | 23 марта 2019                                             | Финляндия                                                 | 2 : 0                                                     | 0                                                         | 90'                                                       | Отборочный турнир ЧЕ-2020                                 |
| 13                                                        | 5 сентября 2019                                           | Армения                                                   | 3 : 1                                                     | 1                                                         | 90'                                                       | Отборочный турнир ЧЕ-2020                                 |
| 14                                                        | 8 сентября 2019                                           | Финляндия                                                 | 2 : 1                                                     | 1                                                         | 90'                                                       | Отборочный турнир ЧЕ-2020                                 |
| 15                                                        | 12 октября 2019                                           | Греция                                                    | 2 : 0                                                     | 0                                                         | 90'                                                       | Отборочный турнир ЧЕ-2020                                 |
| 16                                                        | 15 ноября 2019                                            | Босния и Герцеговина                                      | 3 : 0                                                     | 0                                                         | 87'                                                       | Отборочный турнир ЧЕ-2020                                 |
| 17                                                        | 4 сентября 2020                                           | Босния и Герцеговина                                      | 1 : 1                                                     | 1                                                         | 90'                                                       | Лига наций 2020/21 (A1)                                   |
| 18                                                        | 7 сентября 2020                                           | Нидерланды                                                | 1 : 0                                                     | 0                                                         | 90'                                                       | Лига наций 2020/21 (A1)                                   |
| 19                                                        | 15 ноября 2020                                            | Польша                                                    | 2 : 0                                                     | 0                                                         | 90'                                                       | Лига наций 2020/21 (A1)                                   |
| 20                                                        | 18 ноября 2020                                            | Босния и Герцеговина                                      | 2 : 0                                                     | 0                                                         | 90'                                                       | Лига наций 2020/21 (A1)                                   |
| 21                                                        | 25 марта 2021                                             | Северная Ирландия                                         | 2 : 0                                                     | 0                                                         | 90'                                                       | Европейская квалификация                                  |
| 22                                                        | 28 марта 2021                                             | Болгария                                                  | 2 : 0                                                     | 0                                                         | 90'                                                       | Европейская квалификация                                  |
| 23                                                        | 31 марта 2021                                             | Литва                                                     | 1 : 0                                                     | 0                                                         | 90'                                                       | Европейская квалификация                                  |
| 24                                                        | 4 июня 2021                                               | Чехия                                                     | 4 : 0                                                     | 0                                                         | 90'                                                       | Товарищеские матчи                                        |
| 25                                                        | 4 июня 2021                                               | Чехия                                                     | 1 : 0                                                     | 0                                                         | 90'                                                       | Чемпионат Европы по футболу 2020. Группа A                |

Итого: сыграно матчей — 18 / пропущено мячей — 10; побед — 10, ничьих — 6, поражений — 2.

## Достижения

### Командные
«Милан»
- Обладатель Суперкубка Италии: 2016

«Пари Сен-Жермен»
- Чемпион Франции (4): 2021/22, 2022/23, 2023/24, 2024/25
- Обладатель Кубка Франции (2): 2023/24, 2024/25
- Обладатель Суперкубка Франции (3): 2022, 2023, 2024
- Победитель Лиги чемпионов УЕФА: 2024/25

Сборная Италии
- Чемпион Европы: 2020
- Бронзовый призёр Лиги наций УЕФА (2): 2020/21, 2022/23

### Личные
- Лучший вратарь Серии А (2): 2019/20, 2020/21
- Член символической «сборной сезона» Серии А (2): 2019/20[20], 2020/21[21]
- Лучший игрок чемпионата Европы: 2020[22]
- Член символической сборной чемпионата Европы: 2020[23]
- Член символической сборной FIFPro: 2021
- Обладатель премии Льва Яшина: 2021
- Лучший вратарь мира по версии МФФИИС: 2021
- Лучший вратарь мира по версии Globe Soccer Awards: 2021
- Вратарь года Лиги 1 (2): 2022, 2024
- Член символической сборной Лиги чемпионов УЕФА: 2024/25[24]

## Государственные награды
- Кавалер ордена «За заслуги перед Итальянской Республикой» (16 июля 2021) — в знак признания спортивных ценностей и национального духа, которые вдохновили итальянскую команду на победу на чемпионате Европы по футболу 2020[25][26]